# 索库尔
索库尔（法語：Socourt，法語發音：[sɔkuʁ] ⓘ）是法国大東部大區孚日省的一个市镇，属于埃皮纳勒区。

## 地理
索库尔（48°23'49"N, 6°14'57"E）面积3.85 平方千米，位于法国大東部大區孚日省，该省份为法国东北部内陆省份，北起默兹省和默尔特-摩泽尔省，西接上马恩省，南至上索恩省和贝尔福地区省，东临上莱茵省和下莱茵省。
与索库尔接壤的市镇（或旧市镇、城区）包括：沙马涅、格里波尔、阿夫兰维尔、沙尔姆、弗洛雷蒙、埃尔居涅。

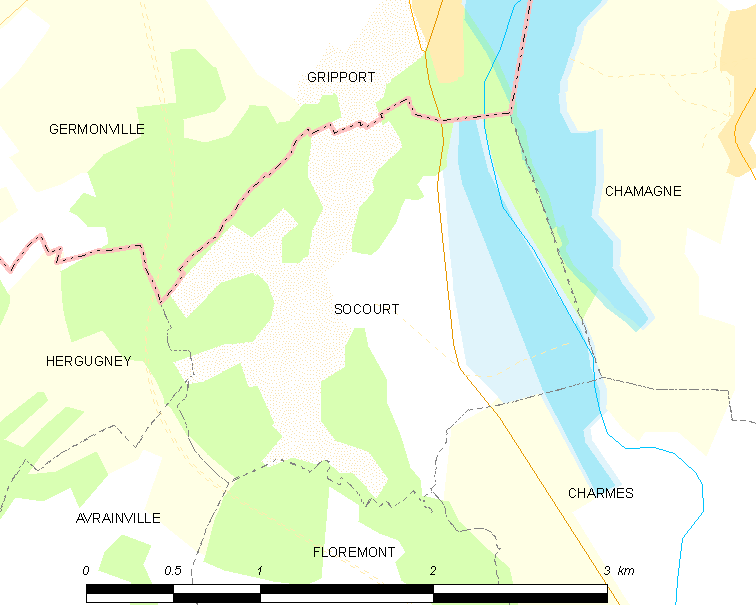
索库尔的OSM定位图

索库尔的时区为UTC+01:00、UTC+02:00（夏令时）。

## 行政
索库尔的邮政编码为88130，INSEE市镇编码为88458。

## 政治
索库尔所属的省级选区为沙尔姆县。

## 人口

1962-2008年间索库尔人口变化图示

索库尔于2022年1月1日时的人口数量为282人。